# Craspedosis angiana
Craspedosis angiana är en fjärilsart som beskrevs av James John Joicey och Talbot 1915. Craspedosis angiana ingår i släktet Craspedosis och familjen mätare. Inga underarter finns listade i Catalogue of Life.